# I Love You (film fra 1918)
I Love You er en amerikansk stumfilm fra 1918 af Walter Edwards.

## Medvirkende
- Alma Rubens som Felice
- John Lince som Ravello
- Francis McDonald som Jules Mardon
- Wheeler Oakman som Armand de Gautier
- Frederick Vroom som del Chinay